# إيشوار شاندرا فيدياساغار
إيشوار شاندرا بانديوبادياي (المعروف باسم إيشوار شاندرا فيدياساغار، والترجمة الحرفية لإيشوار شاندرا، بحر المعرفة؛ 26 سبتمبر 1820 - 29 يوليو 1891) معلم هندي، ومصلح اجتماعي في القرن التاسع عشر، حائز على وسام الإمبراطورية الهندية ضمن فئة رفيق. جهوده لتبسيط وتحديث النثر البنغالي كبيرة. رشّد وبسط الأبجدية والمحرف البنغالي، والذي ظل دون تغيير منذ أن نحت تشارلز ويلكنز وبانتشانان كارماكار أول محرف بنغالي (خشبي) في عام 1780.
لقد كان أبرز مناصر لزواج الأرامل الهندوسيات مرة أخرى، وقدم التماسًا إلى المجلس التشريعي على الرغم من المعارضة الشديدة، بما في ذلك عريضة مضادة (قدمها رادكانتا ديب ودارما سابها) والتي تضمنت ما يقرب من أربعة أضعاف عدد التوقيعات. اعتبر زواج الأرامل مرة أخرى انتهاكًا صارخًا للعادات الهندوسية وعارضه الكثيرون بشدة، لكن اللورد دالهوزي وضع شخصيًا اللمسات الأخيرة على مشروع القانون وأقِر قانون زواج الأرامل الهندوسيات من جديد عام 1856. أدت جهود فيدياساغار ضد زواج الأطفال، إلى قانون سن الموافقة عام 1891. كان الحد الأدنى لسن الدخول بالزواج 12 سنة.
بدأت صحيفة أسبوعية، سومبراكاش باتريكا، في 15 نوفمبر 1858 (1 من أجروهايون عام 1265 وفق التقويم البنغالي) على يد دواركاناث فيديابوشان. كان دواركاناث (1819–1886) أستاذًا في الكلية السنسكريتية في كلكتا، الهند. ناقش إيشوار شاندرا فيدياساغار (1820-1891) الخطة الأصلية، واستمر في تقديم المشورة لدواراكاناث في المسائل التحريرية. ارتبط أيضًا بالمدرسة الهندوسية للإناث بصفته أمين سر، وعُرفت فيما بعد باسم مدرسة بيتون للإناث.
لقد برع في دراساته الجامعية في اللغة السنسكريتية والفلسفة لدرجة أن الكلية السنسكريتية في كلكتا، حيث درس، منحته اللقب الفخري فيدياساغار.

## قانون زواج الأرملة
دافع فيدياساغار عن الارتقاء بوضع المرأة في الهند، وخاصة في موطنه البنغال. على عكس بعض الإصلاحيين الآخرين الذين سعوا إلى إنشاء مجتمعات أو أنظمة بديلة، فقد سعى إلى تحويل المجتمع من الداخل. حارب فيدياساغار زواج الأطفال وممارسة الرجال الذين يتزوجون العديد من الفتيات (تعدد الزوجات).
نظرًا لعدم قدرتهن على تحمل سوء المعاملة، فإن العديد من هؤلاء الفتيات هربن ولجأن إلى الدعارة لإعالة أنفسهن. من المفارقات أن الازدهار الاقتصادي وأنماط الحياة الفخمة في المدينة أتاحت للكثيرين منهم الحصول على وظائف ناجحة بمجرد خروجهم من عقوبات المجتمع إلى دائرة الحياة غير التقليدية. في عام 1853، قُدر أن عدد سكان كلكتا يبلغ 12,700 عاهرة وامرأة عامة. اضطرت العديد من الأرامل إلى حلق رؤوسهن وارتداء الساري الأبيض، من أجل تثبيط انتباه الرجال. لقد عاشوا حياة يرثى لها، واعتقد فيدياساغار أن ذلك غير عادل وسعى إلى التغييرات.

## معارضة انتشار التعليم خارج الطبقات العليا
تبنت رسالة وود عام 1854 -التي تعتبر الميثاق الأعظم للتعليم الهندي- سياسة جديدة تجاه «التعليم الجماهيري». انصب التركيز الرسمي على تعليم الطبقات العليا من السكان، وهو ما أطلق عليه اسم «نظرية الترشيح النزولي»، أي أن التعليم ينحدر دائمًا من الطبقات العليا في المجتمع إلى الجماهير العامة.
في عام 1859، كررت سياسة التعليم الحكومية «انتشار التعليم الابتدائي العامي بين الطبقات الدنيا». بناءً على ذلك، وجه فيدياساغار رسالة بتاريخ 29 سبتمبر 1859، إلى جون بيتر غرانت، نائب حاكم البنغال، يؤكد فيها تصوره:
يبدو أن الانطباع قد تزايد، سواءً هنا أو في إنجلترا، بأن الطبقات العليا قد نالت كفايتها من التعليم، وأنه ينبغي الآن توجيه الاهتمام نحو تعليم الجماهير... ومع ذلك، فإن التحقيق في هذه المسألة يظهر حالة مختلفة تمامًا من الأمور. باعتبارها أفضل وسيلة عملية، إن لم تكن الوحيدة، لتعزيز التعليم في البنغال، ينبغي للحكومة، في رأيي المتواضع، أن تقتصر على تعليم الطبقات العليا على نطاق شامل.
إن عبارة «الطبقات العليا» في اللغة البنغالية لا تعني أي شيء سوى الطبقة الاجتماعية التي تمنح أو تسحب امتياز التعليم للشخص بالولادة. وهكذا، دعا فيدياساغار صراحةً إلى حصر التعليم في «الطبقات العليا».
في وقت سابق من عام 1854، سخر فيدياساغار من قبول رجل ثري من طبقة صائغي الذهب في البنغال في الكلية السنسكريتية، كلكتا. كانت حجته أنه «في مقياس الطبقات، تصنف طبقة الصائغين (سوبارنابانيك) بطبقة ذات مستوى متدنٍ». الجدير بالذكر أن شانجيب تشاتوبادياي، كاتب سيرة فيدياساغار، كشف أن إيشوار شاندرا بدأ تعليمه الابتدائي في مدرسة أنشأها وأدارها شيبشاران ماليك، وهو رجل ثري من طبقة صائغي الذهب في كلكتا.

## فيدياساغار في سانثال بارغانا
ارتبط إيشوار شاندرا فيدياساغار ارتباطًا طويلًا بكارماتار، وهي قرية صغيرة هادئة تبعد نحو 20 كم عن مقر مقاطعة جامتارا، فنسيه سكان الولاية.
جاء فيدياساغار إلى كارماتار عام 1873 وقضى أكثر من 18 عامًا من حياته هنا. لقد أنشأ مدرسة للفتيات ومدرسة ليلية للكبار في منزله الذي أطلق عليه اسم ناندان كانان. افتتح أيضًا عيادة مجانية لمعالجة المثلية لتقديم بعض الرعاية الطبية لهؤلاء الناس المحرومين من الامتيازات القبلية.
بعد وفاته، باع ابنه ناندان كانان، مسكن فيدياساغار، لعائلة ماليك في كلكتا.
قبل أن تفكيك ناندان كانان، اشترته جمعية بيهار البنغالية في 29 مارس 1974 بأموال جمعوها من المنازل واحدًا تلو الآخر بمبلغ قدره روبية واحدة. أعيد تشغيل مدرسة البنات، التي سميت على اسم فيدياساغار. خدمت عيادة المعالجة المثلية المجانية السكان المحليين. بقي منزل فيدياساغار على حاله. الممتلكات الأكثر قيمة هي «البالنكين، وسيلة نقل تقليدية في الهند» التي يبلغ عمرها 141 عامًا والتي استخدمها فيدياساغار نفسه.

سمت حكومة جهارخاند في 26 سبتمبر 2019 منطقة كارماتاند في منطقة جامتارا باسم إيشوار شاندرا فيدياساغار علامةً على الاحترام في ذكرى ميلاد المصلح الاجتماعي العظيم.
بيان رسمي مقتبس من رئيس وزراء جهارخاند السابق راغوبار داس:
«كانت كارماتاند براخاند (منطقة) في جامتارا هي «كارما بهومي» (مكان العمل) للمصلح الاجتماعي والداعم القوي لتعليم المرأة إيشوار شاندرا فيدياساغار. الآن ستُعرف المنطقة باسم إيشوار شاندرا فيدياساغار براخاند»
كان أيضًا أمينًا للمدرسة الهندوسية للإناث والتي عُرفت فيما بعد باسم مدرسة بيتون للإناث.
لقاء مع راماكريشنا
كان فيدياساغار ليبراليًا في نظرته على الرغم من أنه ولد في عائلة هندوسية براهمين أرثوذكسية. كما أنه كان على درجة عالية من التعليم وتأثر بالأفكار الشرقية. على النقيض من ذلك، لم يحصل راماكريشنا على تعليم رسمي لكن علاقتهما كانت طيبة. عندما التقى راماكريشنا بفيدياساغار، أشاد بفيدياساغار باعتباره بحر الحكمة. قال فيدياساغار مازحًا إن راماكريشنا كان يجب أن يجمع كمية من المياه المالحة من ذلك البحر. لكن راماكريشنا أجاب بتواضع واحترام عميقين أن مياه البحر العام قد تكون مالحة، ولكن ليس ماء بحر الحكمة.

## الأوسمة
بعد وقت قصير من وفاة فيدياساغار، كتب عنه روبندرونات طاغور بكل احترام: «يتساءل المرء كيف أن الله، أثناء إنتاجه أربعين مليون بنغالي، أنتج رجلًا!»
بعد الموت ذُكر بعدة طرق، منها:
في عام 2004، احتل فيدياساغار المرتبة التاسعة في استطلاع بي بي سي لأعظم بنغالي على الإطلاق.
كانت الاستقامة والشجاعة من السمات المميزة لشخصية فيدياساغار، وكان بالتأكيد متقدمًا على عصره. تقديرًا لأبحاثه وعمله الثقافي، عينت الحكومة فيدياساغار رفيقًا للإمبراطورية الهندية في عام 1877. في السنوات الأخيرة من حياته، اختار قضاء أيامه بين قبيلة «سانثال»، وهي قبيلة قديمة في الهند.
أصدر البريد الهندي طوابع تحمل صورة فيدياساغار في عامي 1970 و1998.